# Variedades de Poisson
En geometría simpléctica, una variedad de Poisson es una variedad diferenciable {\displaystyle {\mathcal {M}}} provista de un paréntesis de Lie {\displaystyle \{\cdot ,\cdot \}} (el paréntesis de Poisson es un caso especial) definido sobre el álgebra de funciones suaves {\displaystyle {C^{\infty }}({\mathcal {M}})} sobre {\displaystyle {\mathcal {M}}}, que satisface la regla de Leibniz:

{\displaystyle \{f,gh\}=\{f,g\}h+g\{f,h\}}

Es decir, se trata de una estructura de álgebra de Lie  definida sobre el espacio vectorial de funciones suaves sobre {\displaystyle {\mathcal {M}}} tal que {\displaystyle X_{f}{\stackrel {\text{df}}{=}}\{f,\cdot \}:{C^{\infty }}({\mathcal {M}})\to {C^{\infty }}({\mathcal {M}})} es un campo vectorial para cada función suave {\displaystyle f}, que denominamos campo vectorial hamiltoniano asociado a {\displaystyle f}. Estos campos vectoriales generan una foliación singular completamente integrable, heredadando cada una de sus subvariedades integrales maximales una estructura simpléctica. Uno podría, por tanto, afirmar informalmente que una variedad de Poisson admite una partición suave de en hojas simplécticas de dimensión par, aunque no todas ellas tienen por qué tener la misma dimensión.
Las variedade de Poisson son un caso particular de estructuras de Jacobi introducidas por André Lichnerowicz en 1977. Estas variedades fueron clasificadas en un artículo clásico de Alan Weinstein, donde muchos teoremas sobre la estructura básica fueron demostrados por primera vez y que ejerció una enorme influencia en el desarrollo de la geometría de Poisson, que actualmente está profundamente relacionado con la geometría no conmutativa, los sistemas integrables, las teoría de campos topológicas y la teoría de la representación, por nombrar algunos campos con los que se han establecido relaciones.